# GiveDirectly
GiveDirectly est une organisation à but non lucratif opérant en Afrique de l'Est qui aide les familles vivant dans l'extrême pauvreté en leur effectuant des transferts monétaires inconditionnels via un téléphone mobile. GiveDirectly transfère des fonds principalement au Kenya, en Ouganda et au Rwanda.

## Histoire
GiveDirectly débuta par un groupe de donateur mutualisant leur dons, groupe constitué de Paul Niehaus, Michael Faye, Rohit Wanchoo, et Jeremy Shapiro, étudiants au MIT et à Harvard, sur la base de leur recherche sur la philanthropie. En 2012, ils officialisèrent leurs opérations dans GiveDirectly.
En décembre 2012, GiveDirectly reçu le prix Global Impact de 2,4 millions de dollars de Google. En juin 2014, les fondateurs de GiveDirectly annoncèrent leur intention de créer une société de technologie à but lucratif, Segovia, visant à améliorer l'efficacité des distributions de transferts monétaires dans les pays en développement,,. En août 2015, GiveDirectly reçu une subvention de 25 millions de dollars de Good Ventures.
En avril 2016, GiveDirectly annonça une initiative de 30 millions de dollars visant à tester le revenu de base universel afin de « tenter de mettre définitivement fin à l'extrême pauvreté dans des dizaines de villages et des milliers de personnes au Kenya en leur garantissant un revenu constant et suffisant pour répondre à leurs besoins fondamentaux », et si cela fonctionne, d'ouvrir la voie à la mise en œuvre dans d’autres régions. L'initiative a été lancée en novembre 2017 et devrait durer 12 ans.
En 2017, GiveDirectly appliqua son modèle pour la première fois aux États-Unis en distribuant des cartes de débit chargées de trésorerie aux résidents de Rose City, au Texas, après le passage de l'ouragan Harvey.

## Expérience de revenu de base
En avril 2016, GiveDirectly annonça qu'il mènerait une expérience de 12 ans pour tester l'impact d'un revenu de base universel sur une région de l'Ouest du Kenya,.
Travaillant dans les zones rurales du Kenya, il prévoit de mener un essai contrôlé randomisé comparant quatre groupes de villages :
- Revenu de base à long terme : 40 villages avec des bénéficiaires recevant environ 0,75 dollar (nominal) par adulte et par jour, livrés mensuellement pendant 12 ans ;
- Revenu de base à court terme : 80 villages avec des bénéficiaires recevant le même montant mensuel, mais seulement pour deux ans ;
- Paiements forfaitaires : 80 villages dont les bénéficiaires reçoivent un paiement forfaitaire équivalent à la valeur totale des paiements du volet à court terme ;
- Groupe témoin : 100 villages ne recevant pas de transferts en espèces.

Plus de 26 000 personnes recevront un type de transfert en espèces, plus de 6 000 recevant un revenu de base à long terme.

## Financement
GiveDirectly collecte des dons de fondations ainsi que de donateurs privés sur son site Web. En 2015, l'organisation reçue un don de 25 millions de dollars de Good Ventures, une fondation privée créée par le cofondateur de Facebook, Dustin Moskovitz, et son épouse, Cari Tuna, ancienne écrivain du Wall Street Journal.
En 2017, GiveDirectly reçu 5 millions de dollars en Bitcoins du fonds Pineapple.

## Réception

### GiveWell
GiveDirectly fut parmi les organisations les mieux notées par GiveWell pour chacune des 7 dernières années: 2012,; 2013; 2014, ; 2015,; 2016,; 2017; 2018.

### Réception par les économistes du développement
Après la publication de l'auto-évaluation de l'impact de GiveDirectly en octobre 2013, l'économiste de la Banque mondiale, David McKenzie, salua la robustesse de la conception de l'étude et la divulgation claire du conflit d'intérêts du responsable de l'étude, mais souleva deux préoccupations :
- L'utilisation de l'autodéclaration par les bénéficiaires rend les résultats difficiles à interpréter et à croire entièrement (ceci est une caractéristique de toute étude tentant de mesurer la consommation).
- La subdivision de l'échantillon en beaucoup de groupes différents implique moins de puissance statistique utilisable pour décider clairement quel groupe avait les meilleurs résultats.

Chris Blattman, blogueur et universitaire dans le domaine de l’économie du développement, s’intéressant particulièrement aux essais contrôlés randomisés, exprima aussi deux réserves principales :
- L'effet expérimentateur, dans lequel les réponses aux questions des personnes peuvent être influencées de manière subtile par les attentes de l'expérimentateur.
- L'absence d'effet positif clair sur les résultats à long terme, ainsi que le manque d'augmentation des dépenses en santé et en éducation.